# Atypophthalmus (Atypophthalmus) umbratus
Atypophthalmus (Atypophthalmus) umbratus is een tweevleugelige uit de familie steltmuggen (Limoniidae). De soort komt voor in het Palearctisch, Neotropisch, Afrotropisch, Oriëntaals en Australaziatisch gebied.